# 晴斑長吻鰩
晴斑長吻鰩（學名：Dipturus pullopunctatus），為軟骨魚綱鰩目鰩科長吻鰩屬的一種，分布於東南大西洋納米比亞的盧德里茲到南非的艾佛烈港海域，深度50至457公尺，本魚上部為中等褐色，下部突然變為深灰色，在每個胸鰭的上部基部都有一個大的、明顯的深褐色斑點。吻部適度延長，鈍三角形，尾部粗壯，約與體長相等，胸盤角寬圓，底面光滑，無細齒，在頸背處以及沿著背部與尾部的中線至第一背鰭有刺，幼魚的頸背棘巨大，剛孵化和幼魚的上盤上有間距很大的黑點，在稚魚和成魚時不明顯或消失；成魚有時會具眾多小的白色斑點，腹面有許多黑色的孔，體長可達130公分，棲息在大陸棚及大陸坡上層海域，為底棲性魚類，肉食性，以硬骨魚、甲殼類、二枚貝與墨魚為食，卵生，生活習性不明。